# Palaió Fáliro
Palaió Fáliro (Old Faliron, Palaio Faliro) är en kommunhuvudort i Grekland.   Den ligger i prefekturen Nomarchía Athínas och regionen Attika, i den sydöstra delen av landet, 6 km söder om huvudstaden Aten. Palaió Fáliro ligger 50 meter över havet och antalet invånare är 64 021.
Terrängen runt Palaió Fáliro är platt västerut, men åt nordost är den kuperad. Havet är nära Palaió Fáliro åt sydväst.Runt Palaió Fáliro är det mycket tätbefolkat, med 2 915 invånare per kvadratkilometer. Närmaste större samhälle är Aten, 5,9 km norr om Palaió Fáliro. 